# Яворек (Ґостинінський повіт)
Яворек (пол. Jaworek) — село в Польщі, у гміні Гостинін Ґостинінського повіту Мазовецького воєводства.
Населення — 117 осіб (2011).
У 1975-1998 роках село належало до Плоцького воєводства.

## Демографія
Демографічна структура станом на 31 березня 2011 року:
|          | Загалом | Допрацездатний вік | Працездатний вік | Постпрацездатний вік |
| -------- | ------- | ------------------ | ---------------- | -------------------- |
| Чоловіки | 58      | 9                  | 46               | 3                    |
| Жінки    | 59      | 11                 | 35               | 13                   |
| Разом    | 117     | 20                 | 81               | 16                   |